# ولتشی
ولتشی (به چکی: Vlčí) یک منطقهٔ مسکونی در جمهوری چک است که در شهرستان پلزن-جنوبی واقع شده‌است. ولتشی ۳٫۹۹ کیلومتر مربع مساحت و ۶۵ نفر جمعیت دارد و ۴۸۳ متر بالاتر از سطح دریا واقع شده‌است.